# Rachispoda awalensis
Rachispoda awalensis är en tvåvingeart som först beskrevs av Richards 1973.  Rachispoda awalensis ingår i släktet Rachispoda och familjen hoppflugor. Inga underarter finns listade i Catalogue of Life.